# 濮姓
濮姓是中文姓氏之一，在《百家姓》中排第309位。在现代是极罕见的姓氏。

## 起源
濮姓有多种来源：
1. 出自姬姓，后以邑名为姓。据《姓苑》载，春秋时卫国有大夫的采邑在濮邑（今河南濮阳市东），其后代便有以濮为姓者。
2. 出自古代部落名。据《左传》载，东周时百濮居于建宁（今湖北石首市东南），其后代便有以濮为姓者。

## 郡望
- 鲁郡：三国曹魏置，今山东曲阜、泗水一带。
- 濮阳：春秋时卫国都城，今河南省濮阳县。

## 延伸阅读
[在维基数据编辑]
 《百家姓》
 《欽定古今圖書集成·明倫彙編·氏族典·濮姓部》，出自陈梦雷《古今圖書集成》